# 徳島県道127号美馬半田線
徳島県道127号美馬半田線（とくしまけんどう127ごう みまはんだせん）は、徳島県美馬市から美馬郡つるぎ町に至る一般県道である。

## 概要
美馬市美馬町から美馬郡つるぎ町半田に至る。

### 路線データ
- 起点：徳島県美馬市美馬町（美馬町中通交差点、徳島県道12号鳴門池田線交点）
- 終点：徳島県美馬郡つるぎ町半田（徳島県道126号半田貞光線交点、徳島県道256号上蓮小野線終点）
- 総延長：1.151 km[1]

## 歴史
- 1959年（昭和34年）1月31日 - 徳島県道10号美馬半田線として認定
- 1972年（昭和47年）3月10日 - 徳島県道127号美馬半田線として再認定

## 路線状況

### 重複区間
- 国道192号（美馬郡つるぎ町半田）

### 道路施設

#### 橋梁
- 青石橋（吉野川、美馬市 - 美馬郡つるぎ町）

## 地理

### 通過する自治体
- 美馬市
- 美馬郡つるぎ町

### 交差する道路
| 交差する道路                                    | 市町村名 | 市町村名 | 交差する場所 | 交差する場所     |
| ----------------------------------------------- | -------- | -------- | ------------ | ---------------- |
| 徳島県道12号鳴門池田線                          | 美馬市   | 美馬市   | 美馬町       | 美馬町中通交差点 |
| 国道192号 重複区間起点                          | 美馬郡   | つるぎ町 | 半田         |                  |
| 国道192号 重複区間終点                          | 美馬郡   | つるぎ町 | 半田         |                  |
| 徳島県道126号半田貞光線 徳島県道256号上蓮小野線 | 美馬郡   | つるぎ町 | 半田         | 終点             |

### 交差する鉄道
- 徳島線

### 沿線
- 吉野川